# Kościół Najświętszego Zbawiciela w Szczecinie
Kościół Najświętszego Zbawiciela (do 1945 niem. Heilandskirche) – kościół zbudowany jako ewangelicki w roku 1936. Znajduje się w Szczecinie, na Niebuszewie-Bolinku przy ul. Słowackiego 1a.

## Opis
Jednonawowy budynek wybudowano w stylu modernistycznym z dalekimi nawiązaniami do estetyki renesansu i romanizmu (stylizowane triforia na wieży). Kościół jest otynkowany, wieża stoi po lewej strony od nawy.

## Historia
Historia kościoła sięga roku 1930, kiedy to zakupiono plac przy ówczesnej Mühlenstrasse 1 (obecnie Słowackiego 1a). Dnia 19 września 1934 roku na posiedzeniu Ewangelickiej Rady Gminnej podjęto uchwałę o budowie w tym miejscu kościoła, w nieco ponad rok później 29 września 1935 uroczyście złożono kamień węgielny a latem 1936 zakończono budowę kościoła. 
Po zakończeniu wojny kościół został przejęty przez wiernych katolickich, mimo że właśnie o tę świątynię starała się po wojnie polska społeczność ewangelicka parafii szczecińskiej. Ks. Władysław Nowicki, pierwszy katolicki proboszcz, przystosował świątynię do kultu katolickiego. 3 lutego 1946 dokonano poświęcenia kościoła ze strony katolickiej. Zachował on wezwanie Najświętszego Zbawiciela jeszcze z czasów przedwojennych. Do 1948 był kościołem filialnym, później ustanowiono tu samodzielną parafię. Drugi proboszcz, ks. Maciej Szałagan, przy pomocy artystki malarki Janiny Spychalskiej wyposażył świątynię w mozaikową nadstawę w prezbiterium oraz w nawach bocznych. Obok kościoła, po 1972 r. wzniesiona została plebania wzorowana na plebanii przy ul. Królowej Korony Polskiej. 
Obiekt jest wpisany na listę zabytków Szczecina pod numerem 62.

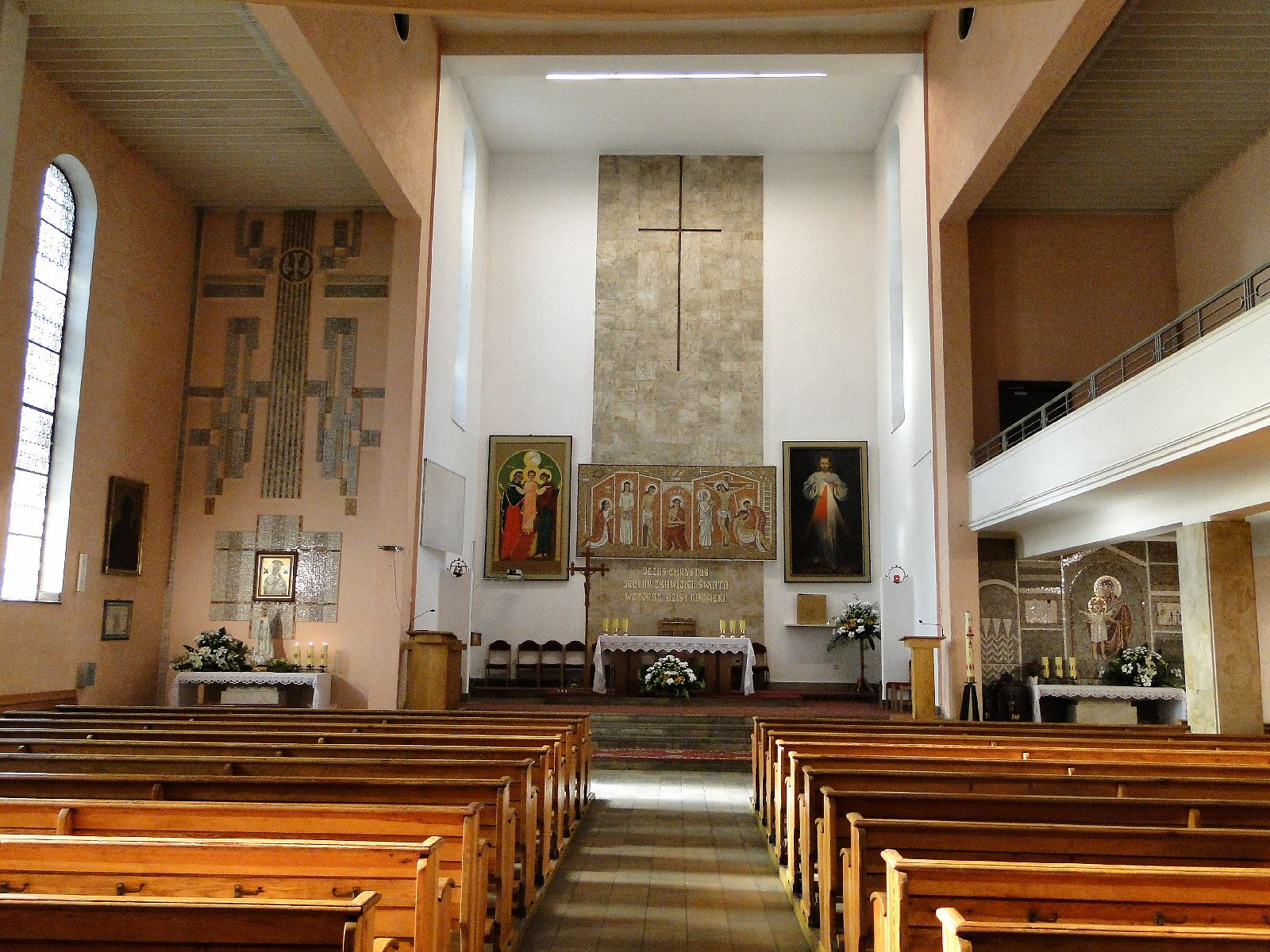
Wnętrze kościoła
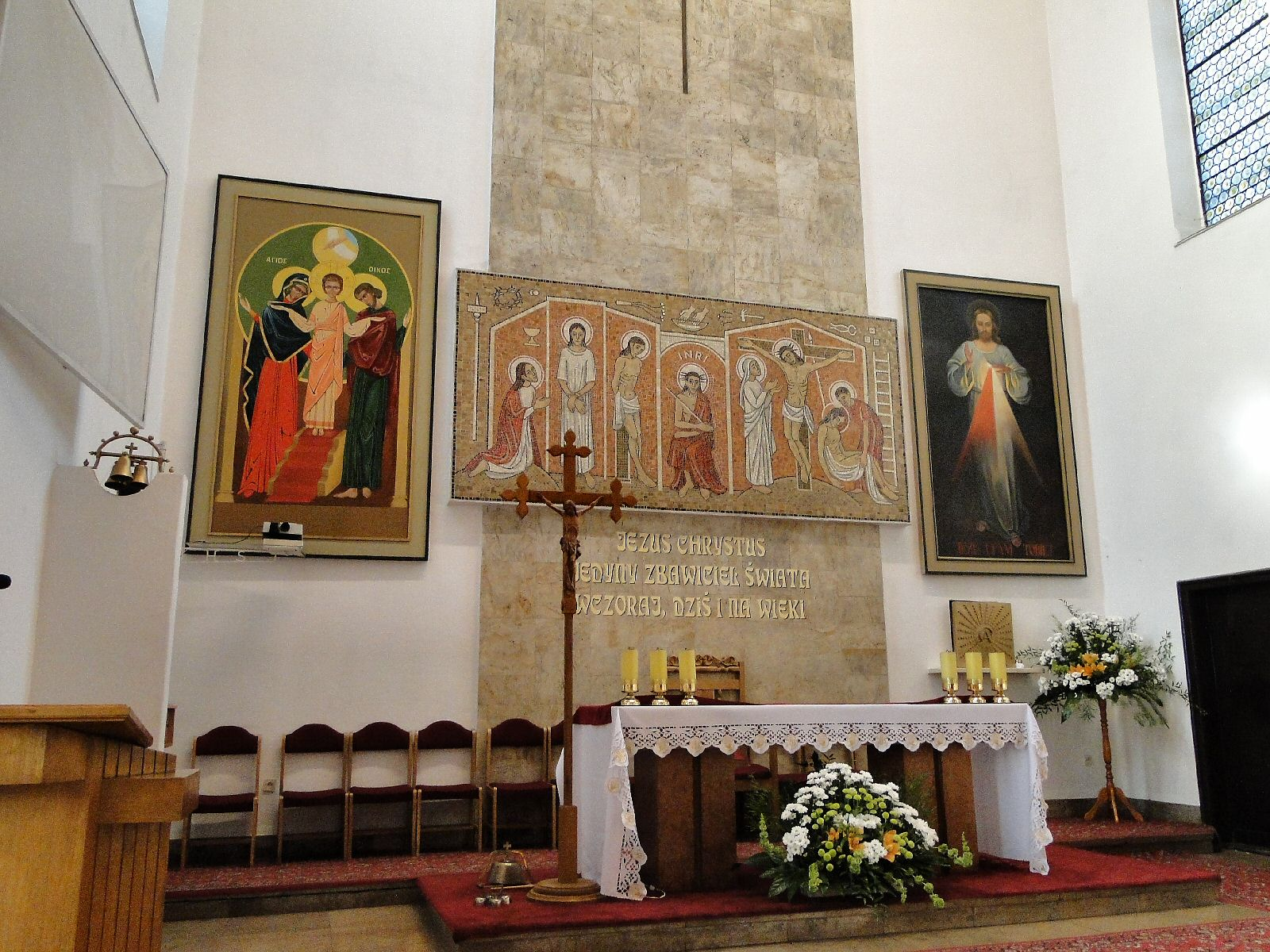
Ołtarz główny
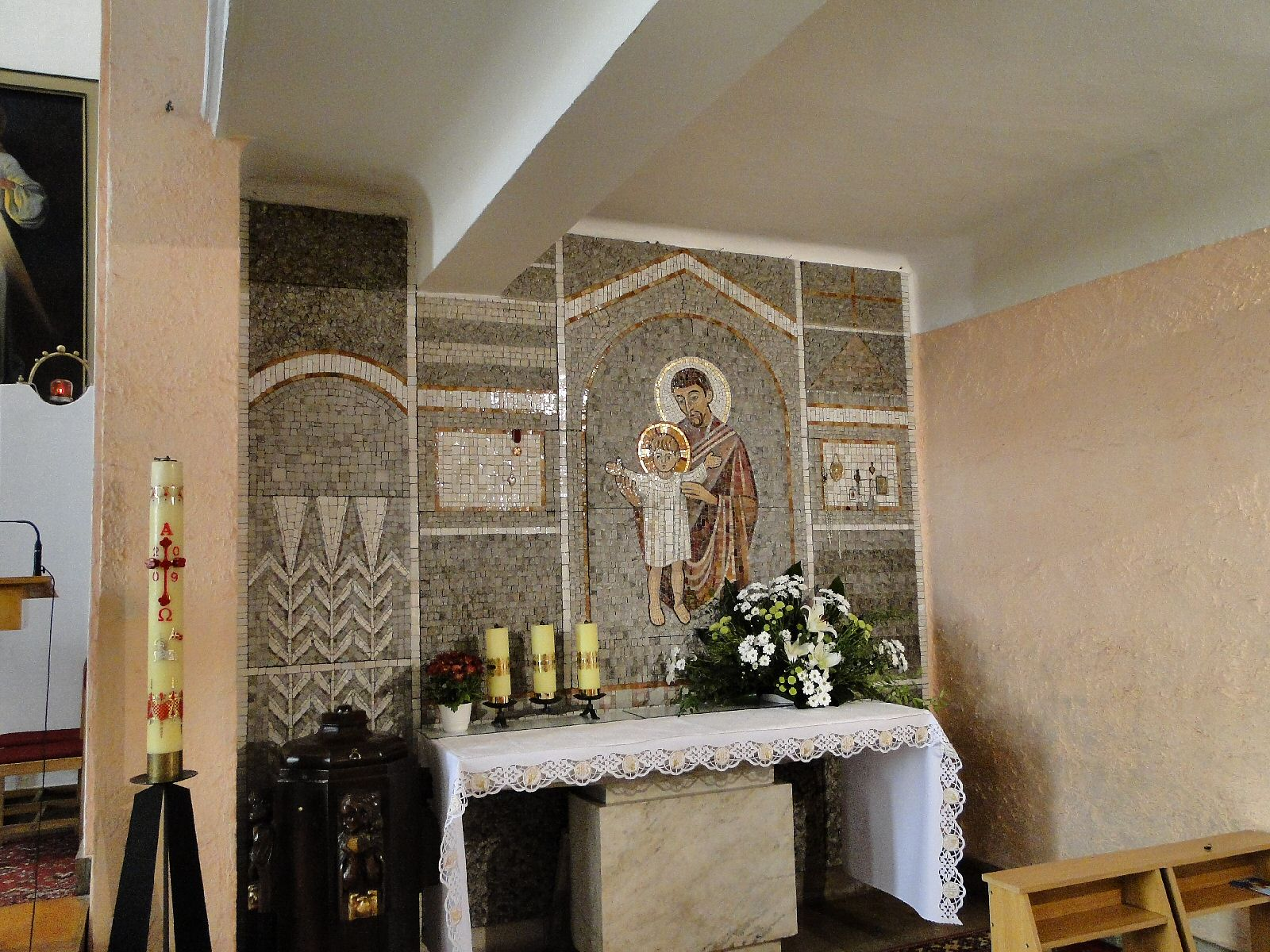
Ołtarz boczny